# مخطط الدماغ البشري

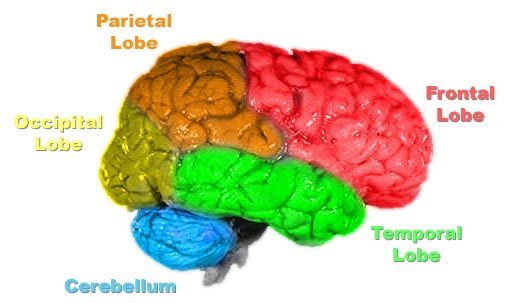
تشريح الدماغ

يتم تقديم المخطط التالي كنظرة عامة ودليل موضعي للدماغ البشري:
دماغ الإنسان - عضو مركزي في الجهاز العصبي يقع في رأس الإنسان، محمي بواسطة الجمجمة. لديها نفس البنية العامة مثل أدمغة الثدييات الأخرى، ولكن مع قشرة دماغية أكثر تطوراً من أي قشرة دماغية أخرى، مما يؤدي إلى النجاح التطوري للسيطرة الواسعة على الأنواع البشرية عبر الكوكب.
بينما ينصب التركيز أدناه على بنية الدماغ المادية، يتم أيضًا تضمين الجوانب الوظيفية. يتم تقديم مفاهيم العقل (كما في العقل مقابل الجسم) والجوانب المعرفية والسلوكية، حيث يكون لديهم على الأقل اتصال مباشر إلى حد ما بالجوانب الفيزيائية للدماغ، والخلايا العصبية، والحبل الشوكي، والشبكات العصبية، والناقلات العصبية، إلخ.

## هيكل الدماغ البشري
يغطي هذا القسم الرئيسي البنية المادية للدماغ.

### تشريح مرئي

#### تركيب أساسي
- العقل البشري.
- قائمة المناطق في الدماغ البشري.
- فصوص الدماغ.
- دماغ.
- النوى القاعدية.
  - جذع الدماغ بما في ذلك النخاع المستطيل، الدماغ المتوسط، الجسر.
  - المخيخ.
  - القشرة الدماغية.
  - الغدة النخامية.
  - الحوفي بما في ذلك اللوزة.
- تشريح الأعصاب.

#### عزل الدماغ عن الهياكل الأخرى
- ملاحظة - في إجراء أبحاث الدماغ، تعتبر المعلومات «حيث يتصل الطرف الآخر» أمرًا بالغ الأهمية لفهم الروابط العصبية، وفي النهاية كيفية عمل الدماغ. وبالتالي، فإن اختطاط الدماغ من الأجزاء الأخرى، مع الاحتفاظ بمعلومات «هذا مرتبط على الطرف الآخر...» هي مهمة رسم خرائط دماغية متناهية التعقيد.
- الجهاز العصبي المركزي- يتكون من الدماغ والنخاع الشوكي المتصل به. يعوم الدماغ تقريبًا فوق الجهاز البطيني، وهي منطقة تمتص الصدمات مليئة بالسائل النخاعي (سي إس إف) والتي تتصل أيضًا بالقناة الشوكية بأكملها وتملأها. تنتهي القناة الشوكية بحوالي ثلثي طول العمود الفقري، في الجانب السفلي من القطني الأول (L1).(L1) هي أول فقرات ليس لها ضلع مرتبط بها، وتقع تقريبًا عند مستوى الحزام العادي إلى العالي.
- الجهاز العصبي المحيطي- يتكون من أعصاب خارج الدماغ والحبل الشوكي، حيث لا يتم حمايتها بواسطة العمود الفقري البشري والجمجمة والحاجز الدموي الدماغي الواقي. لذلك فإن الجزء المحيطي من الجهاز العصبي يتعرض مباشرة للسموم المنقولة بالدم وأقل بكثير من الإصابات الميكانيكية.
- الحبل الشوكي- العديد من الخلايا العصبية تنشأ أو تنتهي في الدماغ وتمتد إلى أسفل العمود الفقري. النخاع الشوكي نفسه عبارة عن حزمة من عدد هائل من الخلايا العصبية، يبلغ قطرها الإجمالي حوالي 1/2 بوصة في الدماغ، ويقل قطرها إلى حوالي 1/4 بوصة عند الفقرة L1.
- الخلايا العصبية- تختلف في الطول من أقل من ملليمتر إلى أكثر من متر. أطول عصبون بشري تم تحديده حاليًا يمتد من طرف إصبع القدم، أكثر من متر، حتى النخاع الشوكي في L1. الخلايا العصبية التي تنشأ وتنتهي داخل الدماغ نفسه يمكن أن تقيس أقل من ملليمتر.
- يحتوي العصبون الفردي عادةً على العديد من المدخلات (التشعبات) أو مستشعرات، وهو حبل طويل نسبيًا (محور عصبي) يتفرع عادةً عدة مرات، وله العديد من المخرجات المتصلة بالخلايا العصبية أو الأنسجة العضلية الأخرى. تنقل الخلايا العصبية المعلومات في اتجاه واحد من نهاية الإدخال إلى نهاية الإخراج.
- يحتوي الحبل الشوكي على ثلاث وظائف رئيسية:

1. كقناة للخلايا العصبية لتوصيل المعلومات من الدماغ إلى الخارج إلى العضلات الحركية عبر الخلايا العصبية الحركية.
2. كقناة للخلايا العصبية لتوصيل المعلومات الحسية، من الحواس إلى داخل الدماغ.
3. كمركز لتنسيق بعض ردود الفعل التلقائية.

#### الأعصاب الدماغية
- تتصل العديد من الخلايا العصبية بالدماغ من طرف، والطرف الآخر متصل بخلايا عصبية أخرى، مع تقاطع خارجي يقع داخل العمود الفقري. حزم الخلايا العصبية الأخرى التي تحمل علامة الأعصاب القحفية، تتصل بالدماغ من جهة، والمواقع خارج الدماغ من جهة أخرى، دون وجود تقاطع داخل العمود الفقري. الأعصاب القحفية هي في الواقع مجموعات ضخمة من أعداد هائلة من الخلايا العصبية الفردية التي وجدت طرقًا مشتركة عبر الجسم. تتفرع عدة مرات إلى حزم أصغر تصل في النهاية إلى العديد من نقاط النهاية. باستثناء واحد، العصب البصري، فجميعهم يعتبرون جزءًا من الجهاز العصبي المحيطي.
- (العصب القحفي 0) مثير للجدل ولكنه شائع الوجود والذي ربما يكون أثريًا (أثري، آثاري: وصف للتركيب أو العضو الضامر المتنكس عديم الوظيفة أو ضئيلها؛ لكنه سابقا كان أكثر تطورا ونماء وفاعلية وظيفية)أو قد يكون مرتبطًا بطريقة ما بإحساس الفيرومونات.
- العصب الشمي (العصب القحفي 1) لاستقبال الرائحة.
- العصب البصري (العصب القحفي 2) للإبصار.
- العصب المحرك للعين (العصب القحفي 3) للتحكم في حركة العين (باستثناء الدوران) بما في ذلك انقباض حدقة العين والحفاظ على جفن مفتوح.
- يتحكم العصب البكري (العصب القحفي 4) في معظم دوران العين (مع ثبات الرأس، انظر لأعلى ولأسفل ولليسار ولليمين).
- يوفر العصب الثلاثي التوائم (العصب القحفي 5) الإحساس من الوجه وبعض الوظائف الحركية مثل العض والمضغ.
- يتحكم العصب المبعد (العصب القحفي 6) في دوران معين للعين. (يتحكم في العضلة المستقيمة الجانبية المستخدمة لإبعاد الحدقة عن الخط المتوسط في الجسم)
- يتحكم العصب الوجهي (العصب القحفي 7) في عضلات تعبيرات الوجه وأحاسيس التذوق من اللسان وتجويف الفم.
- ينقل العصب الدهليزي القوقعي (العصب القحفي 8) معلومات الصوت والتوازن من الأذن الداخلية.
- يستقبل العصب البلعومي اللساني (العصب القحفي 9) الإحساس في المقام الأول من الحلق واللوزتين وجزء من اللسان والقلب والمعدة. كما يرسل معلومات إلى الحنجرة والبلعوم لتسهيل البلع.
- العصب المبهم (العصب القحفي 10) يرسل مخرجات للأمعاء، ويعصب القلب، ويتلقى معلومات عن التذوق، واللمس العميق/ الخام، والألم، ودرجة حرارة الأذن الخارجية، والحنجرة (الاسم أقرب إلى المتنقل، أي المتجول...)
- يتحكم العصب الإضافي (العصب القحفي 11) في عضلات محددة في الكتف والرقبة. غالبًا ما تعتبر الأوصاف الحديثة أن الجزء المكون القحفي من العصب الإضافي التقليدي مصنف بشكل أكثر ملاءمة كجزء من العصب المبهم، تاركًا ما تبقى يسمى العصب الإضافي الشوكي.
- العصب تحت اللسان (العصب القحفي 12) يؤدي إلى عضلات اللسان.

#### مكونات مهمة
- الحزمة المقوسة - المسار العصبي الذي يربط الجزء الخلفي من التقاطع الصدغي الجداري مع القشرة الأمامية في الدماغ، ويعتبر الآن جزءًا من الحزمة الطولية العليا. يمكن أن يتسبب الضرر الذي يلحق بهذا المسار في شكل من أشكال فقدان القدرة على الكلام يُعرف باسم حبسة التوصيل، حيث يتم الحفاظ على الإدراك السمعي والتعبير الكلامي، ولكن يجد الناس صعوبة في تكرار الكلام المسموع. في تسعة من كل عشرة أشخاص يعانون من الصمم النغمي، لا يمكن الكشف عن الحزمة المقوسة العليا في نصف الكرة الأيمن، مما يشير إلى انفصال بين التلفيف الصدغي الخلفي العلوي والتلفيف الأمامي السفلي.
- منطقة بروكا في الدماغ مع وظائف مرتبطة بإنتاج الكلام.
- النواة المذنّبة الموجودة داخل العقد القاعدية تشارك بشكل كبير في التعلم والذاكرة، خاصة فيما يتعلق بمعالجة الملاحظات. سيكون النشاط العصبي موجودًا داخل ذو الذيل بينما يتلقى الفرد التغذية المرتجعة. يستجيب للجمال البصري، وقد تم اقتراحه كواحد من "الارتباطات العصبية للحب الرومانسي". يرتبط بخلل وظيفي في الأشخاص الذين يعانون من اضطراب الوسواس القهري (اضطراب وسواسي قهري). حيث يتم التكهن بأن النواة المذنبة غير قادرة على تنظيم انتقال المعلومات المتعلقة بالأحداث أو الأفكار المقلقة بين المهاد والقشرة الأمامية الحجاجية.
- تعمل النواة المركزية للّوزة المخية كنواة الإخراج الرئيسية للّوزة وتشارك في تلقي ومعالجة معلومات الألم.
- النواة المتكئة هي جزء من مركز اللذة، وهي عبارة عن مجموعة من الخلايا العصبية وتشكل الجزء الرئيسي من المخطط البطني. يُعتقد أنه يلعب دورًا مهمًا في المكافأة والسرور والضحك والإدمان والعدوانية والخوف وتأثير الدواء الوهمي.
- الغدة الصنوبرية هي غدة صماء صغيرة في دماغ الفقاريات. ينتج مادة الميلاتونين المشتقة من السيروتونين، وهو هرمون يؤثر على تعديل أنماط الاستيقاظ/ النوم والوظائف الموسمية.
- النظام البطيني: هو مجموعة من الهياكل التي تحتوي على السائل الدماغي النخاعي (سي إس إف) في الدماغ والتي تغمر الدماغ والحبل الشوكي داخل العظم الذي يحصرهما. السائل الدماغي النخاعي أكثر كثافة من الدماغ وقد يؤثر على التصوير. كما أنه مشارك في حالات إصابة الضربة ورجع الضربة مثل «الاصطدام المباشر» الشائع جدًا حيث غالبًا ما يتضرر كل من السطح الأمامي والخلفي للدماغ عندما يكون كل من سائل سي إس إف والدماغ نفسه مشاركين في مصع حركة الخفقان عالية السرعة.
- الجزء الثلاثي من التلفيف الجبهي السفلي من منطقة بروكا الذي يساهم في فهم اللغة الافتراضي (صحيح / خطأ). تؤدي آفات الجزء المثلث إلى فقدان القدرة على إنتاج لغة منطوقة أو مكتوبة (حبسة تعبيرية)، مقابل عدم القدرة على فهم اللغة أو التحدث بكلمات ذات معنى مناسب (الحبسة الاستقبالية).

### تشريح المستوى المجهري
- الخلايا العصبية (خلايا المخ) والأنسجة العصبية.
- تصنيف خلايا الدماغ/ الخلايا العصبية حسب النوع: خلية المكان، الخلايا الشبكية، الخلايا الحدودية، خلايا اتجاه الرأس، خلايا الرؤية المكانية، الخلايا الهرمية، الخلايا الحبيبية أيضًا الخلايا الحاجزة، الخلايا الملتصقة
- المشبك، المشبك الكيميائي، المشبك الكهربائي، الناقل العصبي، الحويصلة المشبكية، المنطقة النشطة.
- سيتوكروم سي أكسيداز هناك علاقة مباشرة بين نشاط هذا الإنزيم ونشاط الخلايا العصبية. يتم استخدامه للمساعدة في رسم خرائط التمثيل الغذائي للدماغ في الحيوانات.
- المجهر الافتراضي- طريقة لنشر الصور المجهرية على شبكات الكمبيوتر ونقلها عبرها. تقدمت التكنولوجيا حيث تقترب الصور الرقمية من تلك المرئية للعين البشرية المدربة تحت مجهر بصري قوي.
- النظريات الكهرومغناطيسية للوعي - وهي نظرية مثيرة للجدل تؤكد أن الوعي يقع ماديًا في المجال الكهرومغناطيسي للدماغ المحيط وليس داخل الخلايا العصبية.

#### خلايا المستقبل
ما يمكن تجربته في المناطق الواعية وغير الواعية من الدماغ، من خارج حدوده، يتم إعلامه إلى حد كبير بأنواع مختلفة من خلايا المستقبل، وتوزيعها المادي في جميع أنحاء الجسم، وكيف تقوم على وجه التحديد بتشفير المعلومات التي يتم نقلها بعد ذلك إلى الدماغ. ومع ذلك، فإن «الإحساس» نفسه هو وظيفة ذات مستوى أعلى، وغالبًا ما تتكون من اندماج كبير أو تكامل للعديد من مدخلات المستقبل الفردية المختلفة.
«الحواس الخمس» ذات الباطنية الخفية إلى حد ما، و«حاسة سادسة» الأثيريّة، تفشل في التقاط النطاق المفهوم جيدًا لكيفية عمل خلايا المستقبلات المختلفة وأنواع المعلومات الحسية التي تقوم بتشفيرها بالفعل.
الخلايا المستقبِلة، التي تتوزع بشكل غير متساوٍ في جميع أنحاء الجسم، والتي توجد في مستويات منخفضة من خلال كثافات عالية للغاية، والتي تشمل:
أمبولات لورنزيني والتي تستجيب للحقول الكهربائية والملوحة ودرجة الحرارة، ولكنها تعمل بشكل أساسي كمستقبلات كهربائية.
مستقبلات الضغط والتي تستجيب للضغط في الأوعية الدموية.
المستقبلات الكيميائية والتي تستجيب للمنبهات الكيميائية.
المستقبلات المائية والتي تستجيب للتغيرات في الرطوبة.
المستقبلات الميكانيكية والتي تستجيب للإجهاد والإجهاد الميكانيكي.
مستقبلات الألم والتي تستجيب للضرر الذي يصيب أنسجة الجسم مما يؤدي إلى إدراك الألم.
تستجيب مستقبلات التناضح إلى الأسمولية للسوائل (كما هو الحال في منطقة ما تحت المهاد).
المستقبلات الضوئية والتي تستجيب للضوء.
المستقبلات التي توفر الإحساس بالموضع.
المستقبلات الحرارية التي تستجيب  لدرجة الحرارة، إما السخونة أو البرودة أو كليهما.
المستقبلات الكهرومغناطيسية التي تستجيب للموجات الكهرومغناطيسية.

## تاريخ الدماغ البشري
- تطور الدماغ.
- تاريخ علم الأعصاب.
  - تاريخ الكيمياء العصبية.
  - تاريخ التصوير العصبي.
  - تاريخ علم الأعصاب.
  - تاريخ الطب النفسي.
  - تاريخ علم النفس.
  - علم النفس العصبي.

## تطور الدماغ
يغطي قسم التطوير هذا التغيرات في بنية الدماغ بمرور الوقت. ويشمل التطور الطبيعي لدماغ الإنسان من الرضيع إلى البالغ الكبير، وعلم الوراثة الدماغي (على مدى أجيال عديدة) وتطور الدماغ وتكيفه على مدى ملايين السنين.

### التطور الطبيعي
- التطور العصبي عند البشر.
- المرونة العصبية - تغيرات في المسارات والمشابك بسبب السلوك والبيئة والشيخوخة والإصابة وما إلى ذلك.
- اللدونة غير المشبكية- تعديل استثارة الخلايا العصبية في المحور العصبي والتشعبات وجسم الخلية العصبية فردية بعيدة عن المشبك.
- دماغ الوالدين- دماغ الوالد الجديد، وخاصة الأم، يظهر أنماطًا رائعة. يمكن وصف إظهار حساسية الوالدين تجاه إشارات الرضيع ومعالجة تلك الإشارات والتحفيز على الانخراط اجتماعيًا مع الرضيع والاهتمام باحتياجاته في أي سياق على أنه سلوك تنشئة وتنظمه العديد من الأنظمة في الدماغ. تم تحديد الهرمونات مثل الأوكسيتوسين والبرولاكتين والإستراديول والبروجسترون على أنها مهمة في هذه العملية تحتوي الباحة أمام البصرية الإنسية في منطقة ما تحت المهاد على مستقبلات للإستراديول والبروجسترون والبرولاكتين والأوكسيتوسين والفازوبريسين والمواد الأفيونية. تشارك هذه الهرمونات في تنشيط سلوك التنشئة. تشمل المناطق الأخرى: اللوزة الدماغية، وتأثير قشرة الفص الجبهي. اللوزة والنواة المتكئة، (التحفيز البارز)، النواة المتكئة وقشرة الفص الجبهي الإنسي (الانتباه)، النواة المتكئة والقشرة الأمامية الجبهية الوسطى (الذاكرة).
- ترتبط القدرة على الارتباط والتعاطف ارتباطًا وثيقًا بالتنشئة والتفاعل الأبوي خلال سنوات التكوين. انظر على وجه الخصوص: اكتئاب ما بعد الولادة، نظرية التعلق، الترابط الإنساني، العلاقات الشخصية، الانجذاب الشخصي، التعاطف، الخلايا العصبية المرآة، واضطراب الشخصية المعادية للمجتمع.

### علم الوراثة
- جينات الجينوم المعرفي والجينوم المتعلق بالصحة ونشاط الدماغ. الذكاء هو السمة السلوكية التي تمت دراستها على نطاق واسع. يشمل الأسباب الجينية للعديد من الاضطرابات النفسية والعصبية بما في ذلك متلازمة داون واضطراب الاكتئاب الشديد والتوحد ومرض الزهايمر.

### تطور
- علم الأعصاب.

## وظيفة الدماغ النموذجية
يغطي هذا القسم وظيفة الدماغ النموذجية في مقابل الوظيفة غير النمطية المشروحة بالأسفل.

### المدخلات الحسية

#### رؤية
- علم الأعصاب الإدراكي للتعرف على الأشياء المرئية- القدرة على إدراك الخصائص الفيزيائية المرئية للكائن (مثل الشكل واللون والملمس) وتطبيق السمات الدلالية على الكائن، والذي يتضمن فهم استخدامه، والخبرة السابقة مع الكائن، وكيف يتعلق بالآخرين. تتضمن المعالجة المرئية مسارين عصبيين: التيار الظهري (كيف / أين)، والذي يمتد من القشرة البصرية إلى الفصوص الجدارية والتيار البطني (ماذا)، والذي يمتد من القشرة البصرية إلى القشرة الدماغية الباطنية. أربع مراحل يمكن تعريفها: 1. الأساسيات، بما في ذلك اللون والعمق والشكل، 2. التجميع على أساس التشابه، وتوفير المعلومات حول الحواف المميزة التي تشكل الشكل المرئي، وبعد ذلك، الفصل بين الشكل والأرض 3. المطابقة مع الأوصاف الهيكلية في الذاكرة، والسمات الدلالية التي يتم تطبيقها، وتوفير المعنى، وبالتالي التعرف الكامل.
- انظر قسم العصب القحفي، وخاصة العصب البصري (# 2) البصر، العصب الحركي للعين (# 3) حركة العين، العصب البوقي (# 4) دوران العين، العصب المبعد (# 6) دوران إضافي للعين.

#### صوت
- الثقافة في الإدراك الموسيقي هي تأثير ثقافة الشخص على إدراكه الموسيقي، بما في ذلك تفضيلاته، والتعرف على المشاعر، والذاكرة الموسيقية. تشترك العمليات العصبية لاسترجاع ذاكرة الموسيقى كثيرًا مع العمليات العصبية لاسترجاع الذاكرة اللفظية، كما يتضح من دراسات التصوير بالرنين المغناطيسي الوظيفي التي تقارن مناطق الدماغ التي يتم تنشيطها أثناء كل مهمة
- فقدان القدرة على الكلام - «عدم القدرة على الكلام»، وهو اضطراب في الفهم وصياغة اللغة ناتج عن خلل وظيفي في مناطق معينة من الدماغ.
- انظر قسم العصب القحفي للعصب الدهليزي القوقعي (# 8) معلومات الصوت والتوازن من الأذن الداخلية. لاحظ أن الإحساس بالتوازن لا يتضمن استشعار الصوت.

#### لمس
- رؤية أجزاء من الحس، والجهاز الحسي، والمستقبلات الحسية، والإحساس (علم النفس)
- الحبل الشوكي والجهاز العصبي المحيطي و 12 من الأعصاب القحفية (أعلاه) - القنوات الرئيسية لإحساس «اللمس» الذي تتم معالجته في الدماغ.
- يُمكَّن الإحساس الجسمي واللمس من خلال خلايا مستقبلات عالية الدقة. راجع قسم البنية - المستوى المجهري للتشريح لمزيد من التفاصيل.
- قوس منعكس- مسار عصبي يتحكم في رد الفعل. في الحيوانات العليا، لا تنتقل معظم الخلايا العصبية الحسية مباشرة إلى الدماغ، ولكنها تتشابك في الحبل الشوكي. تسمح هذه الخاصية بأن تحدث الإجراءات الانعكاسية بسرعة نسبيًا عن طريق تنشيط الخلايا العصبية الحركية الشوكية دون تأخير توجيه الإشارات عبر الدماغ، على الرغم من أن الدماغ سيتلقى مدخلات حسية أثناء حدوث الفعل المنعكس.

#### رائحة
- الشم - حاسة الشم. تقوم العصبونات الحسية الشمية بإسقاط محاور للدماغ داخل العصب الشمي (العصب القحفي رقم 1). لا تزال كيفية ترميز المعلومات الشمية في الدماغ للسماح بالإدراك الصحيح قيد البحث ولم يتم فهم العملية تمامًا. ومع ذلك، فإن ما هو معروف هو أن الطبيعة الكيميائية للرائحة مهمة بشكل خاص، حيث قد تكون هناك خريطة كيميائية في الدماغ؛ ستُظهر هذه الخريطة أنماط تنشيط محددة لرائحة معينة. عندما تكتشف المستقبلات رائحة ما، تقوم المستقبلات بمعنى ما بتفكيك الرائحة ثم يقوم الدماغ بدمج معلومات الرائحة معًا مرة أخرى لتحديد الهوية والإدراك.
- انظر قسم العصب القحفي رائحة العصب الشمي (# 1).

#### المذاق
- انظر قسم العصب القحفي العصب ثلاثي التوائم (رقم 5) الإحساس بالوجه العض والمضغ، العصب الوجهي (# 7) تعبيرات الوجه، التذوق من اللسان وتجويف الفم، العصب اللساني البلعومي (# 9) الإحساس من الحلق واللوزتين وجزء من اللسان والقلب والمعدة. البلع والعصب المبهم (# 10) يرسل الإخراج إلى الأمعاء، ويعصب القلب، ويتلقى معلومات التذوق، واللمس العميق / الخام، والألم، ودرجة حرارة الأذن الخارجية، والحنجرة والعصب تحت اللسان (# 12) يؤدي إلى عضلات اللسان.

#### إحساس آخر
- التوازن (القدرة)، التوازن - الإحساس الذي يسمح للكائن الحي أن يشعر بحركة الجسم، والاتجاه، والتسارع، وتحقيق التوازن والتوازن الوضعي والحفاظ عليهما أيضا: العصب الدهليزي.
- الإحساس بالحرارة - الإحساس بالحرارة وانعدام الحرارة (البرودة) بالجلد بما في ذلك ممرات الجلد الداخلية، أو بالأحرى التدفق الحراري (معدل تدفق الحرارة) في هذه المناطق.
- استقبال الحس العميق - يوفر معلومات عن الوضع النسبي لأجزاء الجسم. يرتبط الحس العميق واللمس بطرق خفية، وينتج عن ضعفهما عجز مفاجئ وعميق في الإدراك والعمل.
- الشعور بالألم، (الألم) - يشير إلى تلف الأعصاب أو تلف الأنسجة. تتمثل الوظيفة الرئيسية للألم في جذب الانتباه إلى المخاطر وتحفيز التجنب.
- حواس داخلية أخرى
  - توجد مستقبلات تمدد رئوي في الرئتين وتتحكم في معدل التنفس.
  - تراقب المستقبلات الكيميائية الطرفية في الدماغ مستويات ثاني أكسيد الكربون والأكسجين في الدماغ لإعطاء إحساس بالاختناق إذا ارتفعت مستويات ثاني أكسيد الكربون بشكل كبير.
  - منطقة تحفيز المستقبلات الكيميائية هي منطقة في الدماغ تتلقى مدخلات من الأدوية أو الهرمونات المنقولة بالدم وتتواصل مع مركز التقيؤ.
  - تقيس المستقبلات الكيميائية في الدورة الدموية أيضًا مستويات الملح وتحفز العطش إذا ارتفعت بشدة.
  - لا تستجيب المستقبلات الجلدية في الجلد للمس والضغط ودرجة الحرارة فحسب، بل تستجيب أيضًا لتوسع الأوعية في الجلد مثل احمرار الوجه.
  - تشعر مستقبلات التمدد في الجهاز الهضمي بانتفاخ بسبب الغازات والذي قد يؤدي إلى ألم المغص.
  - يؤدي تحفيز المستقبلات الحسية في المريء إلى الإحساس بالحلق عند البلع أو القيء أو أثناء ارتداد الحمض.
  - المستقبلات الحسية في الغشاء المخاطي للبلعوم، على غرار مستقبلات اللمس في الجلد، تستشعر الأجسام الغريبة مثل الطعام الذي قد يؤدي إلى انعكاس البلعوم والإحساس بالتقيؤ المقابل.
  - قد يؤدي تحفيز المستقبلات الحسية في المثانة البولية والمستقيم إلى الشعور بالامتلاء.
  - قد يؤدي تحفيز مجسات التمدد التي تستشعر تمدد الأوعية الدموية المختلفة إلى الشعور بالألم، مثل الصداع الناجم عن توسع الأوعية الدموية في شرايين الدماغ.

### دمج
- التكامل الوظيفي.
- التكامل الوظيفي (علم الأعصاب)- الفرضية القائلة بأن التكامل داخل وبين المناطق المتخصصة في الدماغ يتم بوساطة الاتصال الفعال. للجوانب التقنية، انظر مساحة الوظيفة والفضاء الطوبولوجي والتكامل الوظيفي. للحصول على بعض الملاحظات حول هذا النوع من النهج وتوضيع الوظيفة، انظر فلسفة علم الأعصاب.
- التكامل متعدد الحواس هو العملية العصبية التي تنظم الإحساس من جسد الفرد ومن البيئة، مما يجعل من الممكن استخدام الجسم بشكل فعال داخل البيئة. على وجه التحديد، يتعامل مع كيفية معالجة الدماغ لمدخلات الطريقة الحسية المتعددة في مخرجات وظيفية قابلة للاستخدام. راجع أيضًا دمج أجهزة الاستشعار ودمج البيانات وتكامل المعلومات.
- اتساع وظائف المخ.
- معالجة الكلام العصبية- محاكاة الكمبيوتر لإنتاج الكلام وإدراك الكلام من خلال الإشارة إلى العمليات العصبية الطبيعية لإنتاج الكلام وإدراك الكلام، كما تحدث في الجهاز العصبي البشري. النماذج الحسابية العصبية لمعالجة الكلام معقدة. وهي تتألف على الأقل من جزء معرفي وجزء حركي وجزء حسي. يمكن فصل الشبكة العصبية في ثلاثة أنواع من الخرائط العصبية (وتسمى أيضًا "الطبقات)، أي 1. خرائط الإدخال (في حالة معالجة الكلام: الخريطة السمعية الأولية داخل القشرة السمعية، الخريطة الحسية الجسدية الأولية داخل القشرة الحسية الجسدية)، 2 . خرائط الإخراج (خريطة المحرك الأساسية داخل القشرة الحركية الأولية)، و 3. خرائط قشرية ذات مستوى أعلى (تسمى أيضًا "الطبقات المخفية").

### العاطفة
- علم الأعصاب الوجداني.
- فرضية العلامات الجسدية- آلية اقترحها أنطونيو داماسيو أستاذ علم الأعصاب في جامعة جنوب كاليفورنيا ورئيس معهد الدماغ والإبداع. يفترض أن العمليات العاطفية يمكن أن توجه (أو تحيز) السلوك، وخاصة اتخاذ القرار. عندما يتخذ الأفراد قرارات، يجب عليهم تقدير القيمة المحفزة للخيارات المتاحة لهم، باستخدام العمليات المعرفية والعاطفية. عندما يواجه الأفراد خيارات معقدة ومتضاربة، فقد لا يتمكنون من اتخاذ قرار باستخدام العمليات المعرفية فقط، والتي قد تصبح مثقلة بالأعباء. في هذه الحالات (وغيرها)، يمكن أن تساعد العلامات الجسدية في اتخاذ القرار. يتم استنباط العلامات الجسدية (المخزنة على الأرجح في قشرة الفص الجبهي البطني) بواسطة المحفزات ذات الصلة ثم يتم تجميعها لإنتاج حالة جسدية صافية. هذه الحالة العامة توجه (أو تحيز) قرارنا بشأن كيفية التصرف. العواطف، كما حددها داماسيو، هي تغيرات في كل من حالة الجسم والدماغ استجابة لمحفزات مختلفة. تحدث التغيرات الفسيولوجية (على سبيل المثال، توتر العضلات، ومعدل ضربات القلب، وإفراز الغدد الصماء، والوضعية، وتعبيرات الوجه، وما إلى ذلك) في الجسم ويتم نقلها إلى الدماغ حيث يتم تحويلها إلى عاطفة تخبر الفرد بشيء عن التحفيز الذي قد واجهه. بمرور الوقت، تصبح المشاعر وما يقابلها من تغيرات جسدية مرتبطة بمواقف معينة ونتائجها السابقة. وفقًا لفرضية العلامات الجسدية ، عند اتخاذ القرارات ، فإن الإشارات الفسيولوجية (تسمى " العلامات الجسدية '') والمشاعر التي تثيرها ترتبط بوعي أو بلا وعي بنتائجها السابقة وتحيز اتخاذ القرار الحالي تجاه سلوكيات معينة مع تجنب الآخرين.

### العقل \ الجسد
- فلسفة العقل
- اضطراب هوية سلامة الجسم - وهو اضطراب نفسي يشعر فيه المصابون بأنهم سيكونون أكثر سعادة في العيش كشخص مبتور الطرف.
- يشير الطرف الوهمي الزائد إلى حالة يعتقد فيها الفرد المصاب ويتلقى معلومات حسية من أطراف الجسم غير الموجودة بالفعل، والتي لم تكن موجودة أبدًا، على عكس الأطراف الوهمية، والتي تظهر بعد إزالة أحد الأطراف من الجسم ولا يزال يتلقى مدخلات منه.

### ذاكرة
- الطرق المستخدمة لدراسة الذاكرة - الذاكرة نظام معقد يعتمد على التفاعلات بين أجزاء مختلفة من الدماغ. من أجل فهم الذاكرة بشكل كامل ، يجب على الباحثين تجميع الأدلة من الأبحاث البشرية والحيوانية والتنموية من أجل تكوين نظريات واسعة حول كيفية عمل الذاكرة. يتم تنفيذ جزء من هذا العمل من قبل علماء النفس العصبي الذين يحاولون رسم عيوب سلوكية معينة لمناطق من الدماغ حيث من المعروف أن الضرر قد حدث. إحدى المشكلات الأساسية التي يواجهها هذا النوع المحدد من البحث هي صعوبة التحكم التجريبي. يجب إجراء المقارنات عادةً بين الأفراد، ولكن لا يمكن السيطرة على مكان الإصابة (أو أي ضرر آخر) والطوبولوجيا، ولا يمكن السيطرة على الفروق الفردية. انظر أيضًا التقسيم (علم النفس)، دوام الكائن، الذاكرة والشيخوخة، الذاكرة الاستثنائية، اضطراب الذاكرة والفئة: عمليات الذاكرة.
- يشير تأثير يوريكا (Eureka) - المعروف أيضًا باسم تأثير "aha!" إلى التجربة الإنسانية الشائعة لفهم مشكلة أو مفهوم غير مفهوم سابقًا بشكل مفاجئ. وقد تمت دراسته باستخدام تخطيط EEG و ERP وfMRI. عندما اختبر المشاركون لحظة Aha! عند مشاهدة الإجابة على اللغز الذي لم يتم حله، زاد النشاط في الحُصين الأيمن بشكل كبير.يمكن أن يُعزى هذا النشاط المتزايد في الحصين الأيمن إلى تكوين روابط جديدة بين العقد القديمة والتي بدورها ستقوي ذاكرة كل من المشكلة وحلها.
- ذاكرة العضلات- الاحتفاظ في الدماغ بذكريات حركات عضلية معينة، مما يتيح تكرار تلك الحركات المحددة في المستقبل. يُطلق عليه أيضًا اسم التعلم الحركي، وهو شكل من أشكال الذاكرة الإجرائية التي تتضمن دمج مهمة حركية معينة في الذاكرة من خلال التكرار. عندما تتكرر الحركة بمرور الوقت، يتم إنشاء ذاكرة عضلية طويلة المدى لهذه المهمة، مما يسمح في النهاية بتنفيذها دون جهد ملحوظ. تقلل هذه العملية من الحاجة إلى الاهتمام وتخلق أقصى قدر من الكفاءة داخل أنظمة المحرك والذاكرة. توجد أمثلة لذاكرة العضلات في العديد من الأنشطة اليومية التي تصبح تلقائية وتتحسن مع الممارسة، مثل ركوب الدراجة أو الكتابة على لوحة المفاتيح أو الكتابة عن ظهر قلب في رقم التعريف الشخصي للبنك (PIN) أو العزف على لحن أو مقطوعة على آلة موسيقية أو لعب ألعاب الفيديو أو تنفيذ خوارزميات مختلفة لمكعب روبيك.

#### انحياز الذاكرة وتشويهها
- التحيز الداعم للاختيار: الميل إلى إسناد سمات إيجابية بأثر رجعي إلى خيار حدده المرء. تميل الجوانب الإيجابية إلى تذكرها كجزء من الخيار المختار، سواء كانت في الأصل جزءًا من هذا الخيار أم لا، وتميل الجوانب السلبية إلى تذكرها كجزء من الخيارات المرفوضة. بمجرد اتخاذ إجراء ما ، قد تكون الطرق التي نقيم بها فعالية ما فعلناه متحيزة. من المعتقد أن هذا قد يؤثر على صنع القرار في المستقبل.
- خطأ الإسناد الأساسي- (المعروف أيضًا باسم التحيز في المراسلات أو تأثير الإسناد) يصف الميل إلى المبالغة في تقدير تأثير التصرف أو الشخصية والتقليل من تأثير الموقف في تفسير السلوك الاجتماعي.
- عدم تناسق الفاعل والمراقب- التناقض بين الإسناد لسلوك الفرد وسلوك الآخرين.
- الذاكرة الترميمية- وهي نظرية لاسترجاع الذاكرة المتقنة المقترحة في مجال علم النفس المعرفي، حيث يتأثر فعل التذكر بالعمليات المعرفية الأخرى المختلفة بما في ذلك الإدراك والخيال والذاكرة الدلالية والمعتقدات، من بين أمور أخرى. ينظر الناس إلى ذكرياتهم على أنها سرد متماسك وصادق للذاكرة العرضية ويعتقدون أن منظورهم خالٍ من الخطأ أثناء الاسترجاع. ومع ذلك، فإن العملية الترميمية لاسترجاع الذاكرة عرضة للتشويه من خلال الوظائف المعرفية المتداخلة الأخرى مثل الإدراك الفردي والتأثيرات الاجتماعية والمعرفة العالمية، وكلها يمكن أن تؤدي إلى أخطاء أثناء إعادة البناء.
- قائمة تحيزات الذاكرة.
- التخريف - (ذكريات كاذبة) اضطراب في الذاكرة يتميز ببيانات أو أفعال لفظية تصف بشكل غير دقيق التاريخ والخلفية والمواقف الحالية. يُعتبر التخريف «كذبًا صادقًا»، ولكنه يختلف عن الكذب لأنه لا توجد عادة نية للخداع ولا يدرك الفرد أن معلوماته خاطئة. تشير الأبحاث إلى أن التداخل مرتبط بخلل في العمليات المعرفية التي تتحكم في الاسترجاع من الذاكرة طويلة المدى. غالبًا ما يؤدي تلف الفص الجبهي إلى تعطيل هذه العملية، مما يمنع استرداد المعلومات وتقييم مخرجاتها. علاوة على ذلك، يجادل الباحثون بأن التشويش هو اضطراب ناتج عن فشل «مراقبة الواقع / مراقبة المصدر» (أي تحديد ما إذا كانت الذاكرة تستند إلى حدث حقيقي أو ما إذا كانت متخيلة).

### التكامل والحساب والإدراك

#### النوم والحلم والخيال
- علم الأعصاب للنوم - دراسة الأساس العلمي العصبي والفسيولوجي لطبيعة النوم ووظائفه. تشمل مجالات البحث ما يلي: 1) ما هي علاقات النوم، أي ما هي أقل مجموعة من الأحداث التي يمكن أن تؤكد أن الكائن الحي نائم؟ 2) كيف يتم تحفيز النوم وتنظيمه بواسطة الدماغ والجهاز العصبي؟ 3) ماذا يحدث في الدماغ أثناء النوم؟ 4) كيف يمكننا فهم وظيفة النوم بناءً على التغيرات الفسيولوجية في الدماغ؟ 5) ما الذي يسبب اضطرابات النوم المختلفة وكيف يمكن علاجها؟
- النوم والذاكرة- الذاكرة هي العملية المعرفية التي يتم من خلالها استدعاء الخبرات والتعلم والاعتراف. «تكوين» الذاكرة هو نتاج لدونة الدماغ ، التغيرات الهيكلية داخل المشابك التي تخلق روابط بين المنبهات. يتم ترميز المنبهات في غضون أجزاء من الثانية، ومع ذلك، قد تستغرق صيانة الذكريات على المدى الطويل دقائق أو أيامًا أو حتى سنوات إضافية للاندماج الكامل وتصبح ذاكرة مستقرة (أكثر مقاومة للتغيير أو التداخل). لذلك، فإن تكوين ذاكرة معينة يحدث بسرعة، لكن تطور الذاكرة غالبًا ما يكون عملية مستمرة. ثبت أن عمليات الذاكرة مستقرة ومعززة (سريعة و / أو متكاملة) من خلال النوم الليلي وحتى القيلولة أثناء النهار. تلاحظ مراحل نوم معينة لتحسين ذاكرة الفرد، على الرغم من أن هذه مهمة محددة. بشكل عام، يتم تعزيز الذكريات التوضيحية من خلال نوم الموجة البطيئة، بينما يتم تعزيز الذكريات غير التصريحية من خلال نوم حركة العين السريعة (REM)، على الرغم من وجود بعض التناقضات بين النتائج التجريبية.
- النوم المصغر- نوبة نوم قد تستمر لجزء من الثانية أو حتى ثلاثين ثانية. غالبًا ما يكون نتيجة الحرمان من النوم، والتعب العقلي ، والاكتئاب، وانقطاع النفس النومي، وعوز الأكسجين، والخدار، أو فرط النوم مجهول السبب. بالنسبة للمحرومين من النوم، يمكن أن يحدث النوم المصغر في أي وقت، عادةً دون سابق إنذار. تصبح نوبات النوم المصغر شديدة الخطورة عندما تحدث في المواقف التي تتطلب اليقظة المستمرة، مثل قيادة السيارة أو العمل مع الآلات الثقيلة. عادةً ما يظل الأشخاص الذين يعانون من النوم المصغر غير مدركين له، بدلاً من ذلك يعتقدون أنهم كانوا مستيقظين طوال الوقت، أو أنهم فقدوا التركيز مؤقتًا. تمت دراستها باستخدام الرنين المغناطيسي الوظيفي وتظهر النشاط المهادي والقشري.
- التجريد عملية يتم من خلالها اشتقاق المفاهيم من استخدام وتصنيف المفاهيم الحرفية («الحقيقية» أو «الملموسة»)، أو المبادئ الأولى، أو الطرق الأخرى. «التجريد» هو نتاج هذه العملية- وهو مفهوم يعمل كاسم فائق لجميع المفاهيم التابعة، ويربط أي مفاهيم ذات صلة كمجموعة أو مجال أو فئة. قد يترافق النوم مع التجريد.
- التخيل هو القدرة على تكوين صور وأحاسيس جديدة لا تُدرك بالبصر أو السمع أو حواس أخرى ز

#### اليقظة والوعي والانتباه
- معالجة الانتباه المسبق للتراكم اللاواعي للمعلومات من البيئة. تتم معالجة جميع المعلومات المتاحة باهتمام مسبق.
- خارج الإدراك- المعلومات المتوفرة للمعالجة المعرفية ولكنها تقع حاليًا خارج الإدراك الواعي. يُعد التمهيد (علم النفس) أحد أكثر أشكال المعالجة ما قبل الوعي شيوعًا.
- التذبذب العصبي (إعادة التوجيه من نشاط الدماغ المستمر).
- حالة الراحة fMRI (إعادة التوجيه من نشاط الدماغ في حالة الراحة).
- الشبكة الافتراضية تسمى أيضًا شبكة الوضع الافتراضي (DMN)، وهي شبكة من مناطق الدماغ التي تنشط عندما لا يركز الفرد على العالم الخارجي ويكون الدماغ في حالة راحة يقظة. أثناء النشاط الموجه نحو الهدف، يُلغى تنشيط شبكة DMN وتنشَّط شبكة أخرى (شبكة المهام الإيجابية (TPN)). قد تتوافق الشبكة الافتراضية مع الاستبطان المستقل عن المهمة، أو التفكير الذاتي المرجعي، بينما يتوافق TPN مع الإجراء.
- تركيز كامل للذهن.
  - نشاط الدماغ والتأمل.
  - البحث عن التأمل- يعد البحث في عمليات وتأثيرات التأمل مجالًا فرعيًا متزايدًا للبحث العصبي. تم استخدام التصوير بالرنين المغناطيسي الوظيفي ومخطط كهربية الدماغ لمعرفة ما يحدث في جسم الأشخاص عندما يتأملون، وكيف تتغير أجسامهم ودماغهم بعد التأمل بانتظام.
  - يوغا نيدرا- وعي واع لحالة النوم العميق. «نوم اليوغي» هي حالة شبيهة بالنوم يفيد اليوغيون أنهم يمرون بها أثناء تأملاتهم التي تمت دراستها علميًا.
  - جامعة مهاريشي للإدارة - تأسست عام 1973 على يد مهاريشي ماهيش يوغي من أجل «التعليم القائم على الوعي» وتقنية التأمل التجاوزي. آثار ممارسات التأمل والوعي لديها تحقيق علمي.
  - كونداليني يوغا هو شكل من أشكال اليوغا دُرِس باستخدام خرائط الدماغ. وقد لوحظت التغييرات الهيكلية.
  - سوامي جاناكاناندا مدرس يوغا تانترا وتأمل ، مؤسس مدرسة اليوغا والتأمل في الدول الاسكندنافية. وقد شارك هو والعديد من زملائه المعلمين في أبحاث رسم خرائط الدماغ.

### المنطق والحساب وجوانب المعلومات
- علم النفس العصبي المعرفي.
- المعلوماتية العصبية- تطبيق النماذج الحسابية والأدوات التحليلية على علم الأعصاب.
- علم الأعصاب الحسابي - يغطي ويركز على الجوانب الحسابية.
- الشبكة العصبية، الشبكة العصبية الاصطناعية، الذكاء الاصطناعي.
- ذكاء اصطناعي قوي - ذكاء اصطناعي يطابق أو يتجاوز الذكاء البشري، ذكاء الآلة التي يمكنها أن تؤدي بنجاح أي مهمة فكرية يستطيع الإنسان القيام بها.
- الحوسبة المستوحاة من الحياة، الحوسبة الطبيعية - تشمل هذه الشبكات العصبية الاصطناعية وتتجاوزها وتشمل موضوعات مثل الخوارزميات التطورية، وذكاء السرب، وأنظمة المناعة الاصطناعية، والهندسة الكسورية، والحياة الاصطناعية، وحوسبة الحمض النووي، والحوسبة الكمومية، إلخ.
- تحميل العقل- نسخ حالة الدماغ إلى جهاز كمبيوتر.

### وظيفة تنفيذية
- نظام الانتباه الإشرافي- نظام ذو مستوى أعلى يشارك مع جزء من الوظائف التنفيذية العامة بما في ذلك عناصر التخطيط والتثبيط وتجريد القواعد المنطقية. من المفترض أن يكون موجودًا في الفص الأمامي الأيسر المرتبط بحل المشكلات الجديدة مقابل المشكلات التي لها تسلسلات مرتبطة مسبقًا بالقرار. لا تتطلب عمليات الانتباه التلقائية التحكم الواعي ويتم تشغيلها استجابة لمحفزات بيئية مألوفة. يتناقض هذا مع عمليات الانتباه الخاضعة للرقابة التي تتطلب تحكمًا واعيًا من أجل الاستجابة لمواقف فريدة. يتحكم نظام الانتباه الإشرافي في جدولة الخلاف من خلال مراقبة التخطيط الواعي والمتعمد للإجراءات والمواقف الجديدة التي لا يمكن حلها من خلال المخطط الذي تم تعلمه مسبقًا (نصوص الاستجابة). يتم تنشيطه أيضًا عند منع الخطأ وعندما يكون منع الاستجابات المعتادة أمرًا بالغ الأهمية. بالإضافة إلى مراقبة تنشيط المخطط المناسب، ومنع المخططات غير الملائمة، يتكيف النظام الإشرافي لحل المشكلات التي فشل الجرد الدائم للمخطط في حلها. يعدل الاستراتيجيات العامة لحل المشاكل غير الروتينية. إذا لم تكن هناك مخططات حالية ذات صلة ، فقد يتم إنشاء مخطط جديد وتقييمه وتنفيذه. نظام الانتباه الإشرافي بطيء وطوعي (إرادي) ويستخدم استراتيجيات مرنة لحل مجموعة متنوعة من المشكلات الصعبة؛ يستغرق إنشاء مخطط جديد حوالي 8-10 ثوانٍ. يتناقض هذا مع نظام جدولة تنازع المستوى الأدنى الذي ينظم عمليات التخطيط للمواقف المألوفة. إنه ثابت في تنشيط مخطط معين، تلقائي وأسرع بكثير.
- يصف الانبثاث في الدماغ قدرة الدماغ على فهم الإشارات البيئية العشوائية على ما يبدو. إنه يتضمن ديناميكيات غير خطية وقد تم إعلامه بالطرق التي نموذج من خلالها أجهزة الكمبيوتر لنشاط الدماغ.
- يبدأ علم الأعصاب للإرادة الحرة على الأقل بعض الإجراءات- مثل تحريك الإصبع- ومعالجتها دون وعي في البداية، وفقط بعد دخول الوعي.
- علم الاقتصاد العصبي - دراسة صنع القرار البشري باستخدام تقنيات من علم الأعصاب وعلم النفس و.
- الفلسفة العصبية- الدراسة متعددة التخصصات لعلم الأعصاب والفلسفة التي تستكشف صلة الدراسات العصبية بالحجج المصنفة تقليديًا على أنها فلسفة العقل. على سبيل المثال، تعتمد دراسات الرنين المغناطيسي الوظيفي بشكل كبير على افتراض «توضيع الوظيفة» حيث يمكن توضيع الوظائف المعرفية في مناطق معينة من الدماغ. ينتقد العديد من فلاسفة علم الأعصاب الرنين المغناطيسي الوظيفي لاعتماده بشدة على هذا الافتراض. يتم توجيه انتقادات أخرى ضد الدراسات التي يتم فيها دراسة المرضى الذين يعانون من تلف في الدماغ لأنماط الضعف الانتقائي ثم يتم عمل استنتاجات حول الهياكل المادية والمعرفية الأساسية. انظر أيضًا قسم النقد في النظرية الحسابية للعقل.
- الأساس العصبي للذات فكرة استخدام المفاهيم الحديثة لعلم الأعصاب لوصف وفهم العمليات البيولوجية التي تكمن وراء إدراك الإنسان لفهم الذات. يتضمن معلومات عن مناطق الدماغ المرتبطة تحديدًا بالوعي الذاتي.
- العقلية- تلك الفروع من الدراسة التي تركز على الإدراك العقلي وعمليات التفكير، وبعبارة أخرى، الإدراك، مثل علم النفس المعرفي. هذا يتعارض مع التخصصات، وأبرزها السلوكية، التي تعتقد أن دراسة علم النفس يجب أن تركز على بنية العلاقات السببية للاستجابات المشروطة، أي السلوكيات، وتسعى إلى دعم هذه الفرضية من خلال الأساليب العلمية والتجريب. للمناطق الهامشية.
- إدراك الحيوان.

### الخداع والكذب والتحيز
- يشار إلى كشف الكذب أيضًا باسم اكتشاف الخداع ، ويستخدم تقنيات الاستجواب جنبًا إلى جنب مع التكنولوجيا التي تسجل الوظائف الفسيولوجية للتأكد من الحقيقة والخطأ في الاستجابة. يتم استخدامه بشكل شائع من قبل سلطات إنفاذ القانون وكان تاريخياً علمًا غير دقيق. تم استخدام تخطيط كهربية الدماغ (EEG) لقياس تغيرات الجهد الصغيرة على فروة الرأس. انظر أيضًا الحق في إسكات الصوت وهو حق مشترك يُمنح لمعظم المواطنين في جميع أنحاء العالم. في عام 2010، أصدرت المحكمة العليا في الهند جميع أشكال رسم خرائط الدماغ وكشف الكذب باختبار انتهاك للحق في الصمت.
- انظر القضايا تحت الذاكرة، والتحيزات، والتشاؤم، وما إلى ذلك.

### نتاج الحركة والسلوك
- المهارة الحركية - تسلسل مكتسب من الحركات التي تجتمع لإنتاج عمل سلس وفعال لإتقان مهمة معينة. يحدث تطور المهارات الحركية في القشرة الحركية، وهي منطقة من القشرة الدماغية في الدماغ تتحكم في مجموعات العضلات الإرادية. يغطي الجوانب التنموية (كيف يطور الأطفال المهارات التي تسمح بالحركة المنسقة) والتأثيرات مثل الإجهاد، والإثارة، والتعب، واليقظة.
- ذاكرة العضلات - الاحتفاظ في الدماغ بذكريات حركات عضلية معينة، مما يتيح تكرار تلك الحركات المحددة في المستقبل. يُطلق عليه أيضًا اسم التعلم الحركي، وهو شكل من أشكال الذاكرة الإجرائية التي تتضمن دمج مهمة حركية معينة في الذاكرة من خلال التكرار. عندما تتكرر الحركة بمرور الوقت، يتم إنشاء ذاكرة عضلية طويلة المدى لهذه المهمة، مما يسمح في النهاية بتنفيذها دون جهد واع. تقلل هذه العملية من الحاجة إلى الاهتمام وتخلق أقصى قدر من الكفاءة داخل أنظمة المحرك والذاكرة. توجد أمثلة على ذاكرة العضلات في العديد من الأنشطة اليومية التي تصبح تلقائية وتتحسن مع الممارسة، مثل ركوب الدراجة أو الكتابة على لوحة المفاتيح أو الكتابة عن ظهر قلب في رقم التعريف الشخصي للبنك (PIN) أو العزف على لحن أو عبارة على آلة موسيقية أو لعب ألعاب الفيديو أو تنفيذ خوارزميات مختلفة لمكعب روبيك.
- علم الأعصاب السلوكي.

### الفروق بين الجنسين والجنس والاختلافات بين الجنسين
- حجم المخ ووزنه أكبر بشكل عام عند الذكور منه عند الإناث.
- الفروق بين الجنسين ترى الدماغ والجهاز العصبي للاختلافات العامة بين الجنسين. انظر أيضًا الفروق بين الجنسين في علم النفس البشري وعلم الأعصاب والذكاء.
- تم استخدام التصوير المقطعي بالإصدار البوزيتروني للنشوة (PET) لفحص الارتباط بين النشوة ونشاط الدماغ المحدد في الوقت الفعلي.
- الخيانة الزوجية (الغش بالعامية، أو الزنا، أو الخيانة الزوجية) هي خرق لتوقع التفرد الجنسي و/ أو العاطفي المعبر عنه أو الضمني في علاقة حميمة. استخدمت هيلين فيشر، عالمة الأنثروبولوجيا، الرنين المغناطيسي الوظيفي لتأكيد وجود جانب بيولوجي عصبي للزنا.
- الحب والجنس- «لدينا نظامان للمخ: أحدهما مرتبط بالتعلق والحب الرومانسي ، ثم هناك نظام الدماغ الآخر ، وهو الدافع الجنسي البحت». انظر هيلين فيشر (عالم أنثروبولوجيا). في بعض الأحيان ، لا يكون هذان النظامان العقليان متصلين جيدًا، مما يمكّن الناس من أن يصبحوا زناة وإشباع الدافع الجنسي دون أي اعتبار لجانب التعلق. أجرى فيشر أيضًا بحثًا عن التصوير بالرنين المغناطيسي الوظيفي عن الحب وفقدان الحب. يؤكد فيشر أن هناك ثلاثة أنظمة مادية محددة ترتبط بالوظائف التالية:

1. الشهوة - الدافع الجنسي أو الرغبة الجنسية، والتي توصف أيضًا باسم (بوروغودو)
2. جاذبية - مرحلة مبكرة من الحب الرومانسي الشديد.
3. التعلق - مشاعر عميقة بالاتحاد مع شريك طويل الأمد.

- راجع قسم التطوير لمزيد من المعلومات حول الارتباط والترابط.
- مثال علم الأعصاب والتوجه الجنسي- أظهرت دراسة حديثة للتصوير بالرنين المغناطيسي الوظيفي أنه عند عرض كل من المحفزات البصرية الجنسية بين الجنسين والمثليين جنسياً، فقط تلك الصور المقابلة للتوجه الجنسي للموضوع أنتجت أنماط تنشيط تحت المهاد مرتبطة بالإثارة الجنسية. أظهرت استجابة المغايرين جنسياً الذين يشاهدون مقاطع فيديو للبالغين المغايرين نفس نمط الإثارة الجنسية للمعالجة العصبية مثل المثليين جنسياً الذين يشاهدون مقاطع فيديو للبالغين من نفس الجنس، في حين أن مشاهدة صور الاتجاه المعاكس لم تستدعي نفس الاستجابة.

### أداء أعلى مستوى
- هذا القسم يمكن أن يستمر ويستمر، وبالتالي فهو مجرد عينة شاملة. تتضمن وظيفة الدماغ ذات المستوى الأعلى عادةً تنسيق مناطق عديدة من الدماغ، عادةً في وقت واحد. أوجه القصور في وظائف الدماغ ذات المستوى الأعلى معقدة ومتعددة الأوجه. راجع أيضًا منطقة التكامل أعلاه.
- الفضول والاهتمام (العاطفة).
- اللغويات الكلام واللغة والقراءة (العملية) والفهم القرائي والكتابة.
- رمز، مصحوب بالأعراض، علم الأعراض، رمزي (توضيح)، الرمزية (توضيح)، تجريد.
- المنطق، الاستدلال الاستنتاجي، الاستدلال الاستقرائي.
- الرياضيات، قوائم مواضيع الرياضيات، علوم.
- فن، موسيقى، رقص، لعب (نشاط)، رياضة، ترفيه، تسلية.
- تصنيف بلوم- تصنيف للأهداف المختلفة التي يضعها المعلمون للطلاب (أهداف التعلم). يقسم تصنيف بلوم الأهداف التعليمية إلى ثلاثة «مجالات»:

1. المعرفي - المعرفة / الرأس.
2. عاطفي- الشعور / القلب.
3. نفسية حركية- فعل / أيدي.

- برنامج التعلم والتعليم والتعليم الفردي (خطة التعليم الفردي أو IEP) - أهداف تعليمية مكتوبة ومخصصة لطفل يعاني من إعاقة في التعلم.

## وظيفة الدماغ اللانمطية
يغطي هذا القسم الانحرافات الرئيسية المعروفة عن وظائف الدماغ النموذجية مع التركيز على الحجم الناتج من المعاناة الإنسانية الشاملة.

### التنكس العصبي والخرف
- التنكس العصبي - مصطلح شامل للفقدان التدريجي لبنية أو وظيفة الخلايا العصبية، بما في ذلك موت الخلايا العصبية.
- التصلب المتعدد - مرض التهابي تتلف فيه أغلفة المايلين حول محاور الدماغ والنخاع الشوكي.
- مرض باركنسون - تشمل الأعراض المبكرة الاهتزا ، والصلابة، وبطء الحركة، وصعوبة المشي. تشمل الأعراض اللاحقة مشاكل معرفية وسلوكية، مع حدوث الخرف بشكل شائع في المراحل المتقدمة. تنجم الأعراض الحركية عن موت الخلايا المولدة للدوبامين في منطقة من منتصف الدماغ.
- مرض الزهايمر - الشكل الأكثر شيوعًا للخرف. بدءًا من مجموعة من الأعراض بما في ذلك فقدان الذاكرة، حيث يتطور المرض غالبًا ما ينسحب الفرد من الأسرة والمجتمع ويتطلب إشرافًا على مدار الساعة طوال أيام الأسبوع. من المتوقع أن يؤثر على 1 من كل 85 شخصًا على مستوى العالم بحلول عام 2050.
- مرض هنتنغتون - ناتج عن طفرة في جين هنتنغتين (HTT) تسبب ومجموعة من الأعراض بما في ذلك حركات متلوية غير طبيعية ، وتدهور معرفي ومشاكل نفسية.
- الخرف - فقدان خطير للقدرة الإدراكية العالمية لدى شخص لم يسبق له مثيل في السابق ، بما يتجاوز ما يمكن توقعه من الطبيعي. كثيرًا ما يؤدي التنكس العصبي إلى الخرف. يمكن أن ينشأ الخرف أيضًا من أسباب أخرى. انظر: الخرف متعدد الاحتشاءات ، والخرف الجبهي الصدغي، والخرف الدلالي، والخرف مع أجسام ليوي.

### أورام المخ والسرطان
- نقائل الدماغ هي سرطان انتشر إلى الدماغ من مكان آخر في الجسم. نظرًا لأن علاجات السرطان الأولية مثل الجراحة والعلاج الإشعاعي والعلاج الكيميائي أصبحت أكثر فاعلية في العقود القليلة الماضية، فإن الأشخاص المصابين بالسرطان يعيشون لفترة أطول بعد العلاج الأولي أكثر من أي وقت مضى. ومع ذلك، لا تزال النقائل الدماغية تحدث في العديد من المرضى بعد شهور أو حتى سنوات من علاجهم الأصلي للسرطان. نقائل الدماغ لها توقعات سيئة للشفاء، لكن العلاجات الحديثة تسمح للمرضى بالعيش أشهر وأحيانًا سنوات بعد التشخيص.
- التصلب الحدبي مرض وراثي نادر متعدد الأنظمة يتسبب في نمو أورام غير خبيثة في الدماغ وفي الأعضاء الحيوية الأخرى. وهو ناتج عن طفرة في أي من الجينين ، TSC1 وTSC2، اللذان يرمزان لبروتينات هامارتين وتوبرين على التوالي. تعمل هذه البروتينات كمثبطات لنمو الورم، وهي عوامل تنظم تكاثر الخلايا وتمايزها. في حين لا يزال يعتبر مرضًا نادرًا (1: 12500 في عام 1998 وما زال في ازدياد)، إلا أنه شائع عند مقارنته بالعديد من الأمراض الوراثية الأخرى. لقد أتاح اختراع التصوير المقطعي والمسح بالموجات فوق الصوتية التشخيص المبكر للعديد من الحالات غير المصحوبة بأعراض. الأفراد الذين يعانون من أعراض خفيفة بشكل عام بشكل جيد ويعيشون حياة طويلة منتجة، في حين أن الأفراد الذين يعانون من الأشكال الأكثر حدة قد يعانون من إعاقات خطيرة للغاية. يجب أن يؤدي اكتشاف المرض إلى الاستشارة الوراثية. لا يوجد علاج معروف في الوقت الحالي، لكن المراقبة اليقظة والعلاج المبكر للأورام الإشكالية أمر مهم للغاية. يمكن أن يكشف التصوير بالرنين المغناطيسي للقحف عن الدرنات القشرية والعقيدات تحت التماسك المرتبطة بالمرض.

### إصابة الدماغ
- لقد تم تخطيط إصابات الدماغ لفترة طويلة، واحتفظت بالمعلومات ذات الصلة حول فقدان الوظيفة، وفعالية مختلف أشكال إعادة التأهيل، وفي بعض الحالات التكيف والتعافي بشكل ملحوظ.\BIR)
- الغيبوبة، موت الدماغ، مقياس الغيبوبة، الحالة الخضرية المستمرة، إلخ.
- كثيرًا ما ترتبط جهود إعادة التأهيل والإعاقة طويلة الأمد بإصابات الدماغ والمرض والتدخلات الجراحية والتدخلات الأخرى ذات الصلة.

### النوبات
- نوبة الصرع (مصطلح شائع، نوبة) - عرض عابر لنشاط عصبي مفرط غير طبيعي أو مفرط التزامن في الدماغ. يمكن أن يكون التأثير الخارجي دراماتيكيًا مثل حركة الضرب البرية (النوبة التوترية الارتجاجية) أو خفيفًا مثل فقدان الوعي لفترة وجيزة. يمكن أن يظهر كتغيير في الحالة العقلية، والحركات التوترية أو الارتجاجية، والتشنجات، والعديد من الأعراض النفسية الأخرى (مثل ديجا فو أو جاميس فو). في بعض الأحيان لا يكون مصحوبًا بتشنجات ولكنه «ركود» كامل للجسم ، حيث يفقد الشخص ببساطة السيطرة على الجسم ويسقط على الأرض. حوالي 50 مليون شخص في جميع أنحاء العالم يعانون من الصرع. تحدث بداية الحالات الجديدة بشكل متكرر عند الرضع وكبار السن. نتيجة لجراحة الدماغ، قد تحدث نوبات صرع في المرضى المتعافين. راجع أيضًا الصرع وخاصة قسم الجراحة للحصول على تفاصيل حول مناطق معينة في الدماغ مرتبطة بالصرع.

### سكتة دماغية
- السكتة الدماغية هي الفقدان السريع لوظائف المخ بسبب اضطراب في إمداد الدماغ بالدم.

### العقاقير المخدرة والكحول والإدمان
- نظرية مرض إدمان الكحول- تحدث مشكلة الشرب أحيانًا بسبب مرض في الدماغ يتميز بتغير بنية الدماغ ووظيفته. لنطاق أوسع انظر: نموذج مرض الإدمان.
- تأثير الكحول على المدى الطويل على الدماغ.
- متلازمة فيرنيك كورساكوف- نقص فيتامين ب 1 (الثيامين) عادة ما يكون ثانويًا لتعاطي الكحول مما يسبب تغيرات في الرؤية، ترنح وضعف الذاكرة.
- اعتلال الأعصاب الكحولي- ينتج بشكل أساسي عن إدمان الكحول المزمن، وهو اضطراب عصبي يحدث فيه خلل في العديد من الأعصاب المحيطية في جميع أنحاء الجسم في وقت واحد. يتسبب تلف الأعصاب هذا في إصابة الفرد بالألم والضعف الحركي، أولاً في القدمين واليدين ثم يتقدم بشكل مركزي.
- مجالات أخرى: إدمان الكحول، الهذيان الارتعاشي، الهلوسة الكحوليّة، الآثار قصيرة الأمد لاستهلاك الكحول.
- القنب والذاكرة - مع التقنين في بعض الولايات وزيادة استخدامه، تعد آثار القنب على الذاكرة موضوع بحث بارز. تتركز الجهود على مناطق الأكثر تأثراً، ولأي مدة، وما هي الآثار. انظر أيضًا أقسام الآثار طويلة المدى للقنب.
- مغالطة المقامر هي تحيز معرفي ومغالطة تنشأ عن الاعتقاد الخاطئ بأن العينات الصغيرة يجب أن تكون ممثلة لمجموعة أكبر من السكان. وهي مقسمة أيضًا إلى مغالطة المقامر «الكلاسيكي» (النوع الأول)، عندما يعتقد الأفراد أن نتيجة معينة «مستحقة» بعد سلسلة طويلة من نتيجة أخرى أو النوع الثاني عندما يقلل المقامر من عدد الملاحظات اللازمة لاكتشاف نتيجة إيجابية (مثل مشاهدة عجلة الروليت لفترة طويلة ثم المراهنة على الأرقام التي تظهر في أغلب الأحيان). أظهر التصوير بالرنين المغناطيسي الوظيفي أنه بعد خسارة رهان أو مقامرة («خسارة المخاطرة»)، يتم تنشيط الشبكة الأمامية الجدارية للدماغ، مما يؤدي إلى سلوك أكثر مخاطرة. على النقيض من ذلك ، هناك نشاط منخفض في اللوزة والذنب المخطط والبطني بعد فقدان المخاطر. يرتبط التنشيط في اللوزة المخية ارتباطًا سلبيًا بمغالطة المقامر- فكلما زاد النشاط المعروض في اللوزة، قل احتمال وقوع الفرد فريسة لمغالطة المقامر. تشير هذه النتائج إلى أن مغالطة المقامر تعتمد بشكل أكبر على قشرة الفص الجبهي (المسؤولة عن العمليات التنفيذية والموجهة نحو الهدف) وبدرجة أقل على مناطق الدماغ التي تتحكم في اتخاذ القرار العاطفي. يتم التحكم في الرغبة في مواصلة المقامرة أو المراهنة بواسطة المخطط، الذي يدعم طريقة التعلم الطارئة للاختيار والنتائج. يعالج المخطط الأخطاء في التنبؤ ويتغير السلوك وفقًا لذلك. بعد الفوز، يتم تعزيز السلوك الإيجابي وبعد الخسارة ، يكون السلوك مشروطًا لتجنبه. في الأفراد الذين يظهرون مغالطة المقامر، يتم إعاقة طريقة الاختيار والنتائج الطارئة هذه، ويستمرون في المخاطرة بعد سلسلة من الخسائر.

### اضطرابات الصحة العقلية
- علاج الاضطرابات النفسية مقال واسع عن العلاجات التي تذكر بشكل متكرر ضعف الدماغ.
- صعوبات في الحساب: انخفاض في القدرة المعرفية للحساب ناتج عن تلف في الدماغ.
- CCK-4 مركب يسبب بشكل موثوق أعراض القلق الشديد عند إعطائه للبشر بجرعة صغيرة تصل إلى 50 ميكروغرام، ويستخدم بشكل شائع في البحث العلمي للحث على نوبات .
- الألياف الإشعاعية المثلثية القشرية بين المهاد والقشرة الدماغية. خلل النظم القشري الثالوثي هو مصطلح مرتبط بالنشاط الموجي المتكرر المنخفض التردد بشكل عفوي في المهاد، والذي يسبب أعراضًا مرتبطة عادةً باضطرابات التحكم في الانفعالات مثل اضطراب الوسواس القهري ومرض باركنسون واضطراب نقص الانتباه وفرط الحركة وأشكال أخرى من الذهان المزمن.

## التدخلات الجسدية
يغطي هذا القسم محاولات الإنسان لتغيير حالة الدماغ جسديًا لتخفيف المعاناة أو معالجة الوظائف غير النمطية أو تحسين الأداء.

### جراحة
- تتطلب جراحة الأعصاب تصويرًا مكثفًا ورسم خرائط ومراقبة جراحية فائقة الدقة لتقليل الأضرار الجانبية.
- الجراحة الروبوتية، الجراحة بمساعدة الكمبيوتر.
- جراحة التوضيع التجسيمي- تستخدم نظام إحداثيات ثلاثي الأبعاد لتحديد الأهداف الصغيرة داخل الدماغ من أجل الاستئصال، الخزعة، الآفة، الحقن، التحفيز، الزرع، الجراحة الإشعاعية، إلخ.
- علم الأمراض العصبية- خزعة من أنسجة المخ والحبل الشوكي للمساعدة في تشخيص المرض.
- تشمل إجراءات جراحة الأعصاب المتكررة ما يلي: بضع القحف، وفتحة الحفر، وفتحة ثقب، ونقب القحف، وقطع القحف لإزالة الضغط، والجراحة الإشعاعية، والجراحة التجسيمية، والجراحة عبر العينية، ومراقبة الضغط داخل الجمجمة.
- تشمل الإجراءات الأخرى الأقل شيوعًا ما يلي: جراحة الفص، وأشكال أخرى مختلفة من الجراحة النفسية.
- تشمل المناطق المحددة التي تتطلب اهتمامًا جراحيًا بشكل متكرر ما يلي: المنطقة فوق البطينية، والمنطقة تحت الخيمة، والغدة النخامية (انظر القائمة تحت الهيكل).
- الحالات التي يتم علاجها بشكل متكرر بالإجراءات الغازِيَة: ورم الدماغ، تصنيف أورام الجهاز العصبي المركزي، نزيف دماغي، ورم دموي تحت الجافية، تمدد الأوعية الدموية، استسقاء الرأس («ماء على الدماغ»)، تحويلة دماغية، ورم سحائي، ورم الغدة النخامية، كسر الجمجمة ورأب القحف (تصحيح عيب أو تشوه في الجمجمة).

### إشعاع
- تستخدم الجراحة الإشعاعية التجسيمية (التي تمت مناقشتها في الجراحة التجسيمية) حزم إشعاعية متعددة تتقارب في الورم عادةً ما يتم إجراؤها عادةً كإجراء للمرضى الخارجيين يتطلب ثلاث زيارات إلى قسم علاج الأورام بالإشعاع عالي الكفاءة. تسمح الحزم المتقاربة بتركيز كمية عالية جدًا من الإشعاع على الورم بمعدلات شفاء مماثلة للإزالة الجراحية.
- غالبًا ما يستخدم العلاج الإشعاعي للدماغ (الذي تمت مناقشته في العلاج الإشعاعي) بالإضافة إلى الاستئصال الجراحي للأورام.

### العلاج الكيميائي
- العلاج الكيميائي - استخدام الأدوية لقتل أو تغيير الخلايا السرطانية. لا يُعد العلاج الكيميائي علاجًا أوليًا فعالًا لأورام الدماغ منخفضة الدرجة، ويرجع ذلك في الغالب إلى أن أدوية العلاج الكيميائي القياسية لا يمكنها المرور عبر الحاجز الدموي الدماغي. عادةً ما يتم إجراء العلاج الكيميائي لأورام الدماغ بعد الجراحة أو العلاج الإشعاعي. عادةً ما يكون التسليم الموضعي (وضع الأدوية داخل ورم الدماغ أو حوله) ضروريًا. الحقن في السائل الدماغي النخاعي هو أيضًا احتمال أقل توغلاً.
- ضعف الإدراك بعد العلاج الكيميائي- (المعروف أيضًا باسم الخلل المعرفي الناجم عن العلاج الكيميائي، أو الدماغ الكيميائي، أو الضباب الكيميائي) يصف الضعف الإدراكي الذي يؤثر على ما يقرب من 20-30% من الأشخاص الذين يخضعون للعلاج الكيميائي العام.

### الكهرباء
- التنبيه القشري يرسم خرائط التحفيز الكهربائي المباشر للقشرة الدماغية (الغازية) لاستنباط استجابة يتم تعيينها. أحد الاستخدامات، حيث تظل الطريقة المفضلة، هو رسم الخرائط قبل الجراحة للقشرة الحركية ومناطق اللغة لمنع الضرر الوظيفي غير الضروري أثناء الجراحة. كما أنه يستخدم في علاج بعض أشكال الصرع.
- العلاج بالصدمات الكهربائية - المعروف سابقًا باسم الصدمة الكهربائية، هو علاج نفسي مثير للجدل يتم فيه إحداث النوبات كهربائيًا في المرضى الذين تم تخديرهم من أجل التأثير العلاجي المحتمل. طريقة العمل غير معروفة. عادة ما يقتصر الاستخدام على الاكتئاب الشديد الذي لا يستجيب للعلاجات الأخرى ، والهوس والجامود. وفقًا لدراسة أجريت عام 1980 ، تم تقدير أن 100000 شخص يتلقون العلاج بالصدمات الكهربائية في الولايات المتحدة سنويًا. 70% من النساء. عادةً ما يكون التحفيز الكهربائي حوالي 800 مللي أمبير لما يصل إلى عدة مئات من واط، يوصَل في تدفقات تتراوح بين ثانية وست ثوانٍ. تدار ثلاث مرات في الأسبوع، في أيام متناوبة على مدار أسبوعين إلى أربعة أسابيع (6 إلى 12 إجراء.) الوفيات الناجمة عن هذا الإجراء حوالي 4 لكل 100.000 إجراء (24-48 حالة وفاة لكل 100.000 مريض). فعالية العلاج عرضة للسؤال ومعدلات الهدوء من المرض عالية. الآثار الجانبية شائعة وتشمل كلا من الرجعي (للأحداث التي حدثت قبل العلاج) وفقدان الذاكرة المتقدم (للأحداث التي تحدث بعد العلاج)، والتشوهات المعرفية الكبيرة الأخر.

### تمرين جسدي
- التأثيرات العصبية الحيوية لممارسة الرياضة البدنية.

## أخرى
- عشرة بالمائة من خرافة الدماغ- راجع قسم التفنيد.
- إشعاع الهاتف المحمول والصحة - في عام 2007، وجدت المفوضية الأوروبية "أن التعرض لمجالات التردد اللاسلكي من غير المرجح أن يؤدي إلى زيادة في الإصابة بالسرطان لدى البشر".
- تم تحليل حجم الدماغ الكلي وحجم البنى التحتية. غالبًا ما أثبتت الأسئلة المتعلقة بالروابط بين الحجم والأداء - وخاصة الذكاء - أنها مثيرة للجدل. يُقاس حجم الدماغ أحيانًا بالوزن وأحيانًا بالحجم.
- منظمة لرسم خرائط الدماغ البشري.
- المفاهيم الخاطئة الشائعة حول الدماغ.
- مؤسسة رسم خرائط الدماغ.

### سجل القضية
- كثيرًا ما تتم دراسة إصابات الدماغ والتدخلات اللاحقة بعمق. ربما كانت أشهر حالة هي Phineas Gage.
- تشمل الحالات المهمة الأخرى: جاري دوكري Gary Dockery وأحد اسرافيل Ahad Israfil وكينت كوكرين (المريض) وروبرت لورانس Robert Lawrence (ضابط الجيش البريطاني) وهنري مولايسون Henry Molaison وتيري واليس Terry Wallis وزاسيتسكي Zasetsky.
- خضع ديفين جاليجان لشكل خاص من جراحة رسم خرائط الدماغ مقترنة بتقنيات تخدير متطورة حيث يكون المريض في نوم عميق خلال المرحلة الأولى ، ولكن يتم إيقاظه لاحقًا أثناء الجراحة لإجراء سلسلة من الاختبارات للمساعدة في توجيه الجراحين عبر المسارات الوعرة للدماغ.
- قائمة بأسماء مرضى أورام المخ.